# East Hants (municipal district)
East Hants – jednostka samorządowa (municipal district) w kanadyjskiej prowincji Nowa Szkocja powstała w 1879 na bazie utworzonego w 1861 w hrabstwie Hants dystryktu, jednostka podziału statystycznego (census subdivision). Według spisu powszechnego z 2016 obszar municipal district to: 1786,56 km², a zamieszkiwało wówczas ten obszar 22 453 osoby (gęstość zaludnienia 12,6 os./km²).